# José Marzán Jr
José Marzán Jr. é um artista de histórias em quadrinhos norte-americano conhecido por seu trabalho como arte-finalista em Y: The Last Man, obra pela qual foi indicado ao Eisner Award, ao lado do roteirista Brian K. Vaughan e da artista Pia Guerra, em 2005 e 2006, na categoria "Melhor Arco de História". A revista produzida pelo trio foi indicada duas vezes à categoria de "Melhor Série Continuada", em 2005 e 2008, vencendo na segunda oportunidade.